# Kiyokawa Hiroyuki
Hiroyuki Kiyokawa (清川 浩行, sinh ngày 3 tháng 6 năm 1967) là một huấn luyện viên và cựu cầu thủ bóng đá người Nhật Bản.

## Sự nghiệp chơi
Kiyokawa sinh ra ở Hokkaido vào ngày 3 tháng 6 năm 1967. Sau khi tốt nghiệp trung học, anh có mối quan hệ lâu dài với Kashiwa Reysol, người mà anh đã chơi trong thời kỳ trước J1 League với tên gọi Hitachi.

## Sự nghiệp huấn luyện
Sau khi giải nghệ, Kiyokawa trở thành huấn luyện viên đội trẻ tại Kashiwa Reysol. Sau đó, anh ấy chuyển đến Kumamoto, nơi anh ấy đã làm huấn luyện viên cho Roasso Kumamoto trong sáu mùa giải  trước khi được bổ nhiệm làm huấn luyện viên trưởng vào mùa giải 2016.  Ông từ chức vào tháng 6 năm 2017 khi câu lạc bộ đang ở vị trí thứ 19 trong số 22 câu lạc bộ.
1. ↑  Kiyokawa Hiroyuki tại J.League (tiếng Nhật)